# Richie Faulkner
Richard Ian Faulkner (Londres, 1 de janeiro de 1980) é um guitarrista britânico. No início de sua carreira tocou em bandas como Dirty Deeds, Voodoo Six, Ace Mafia e Lauren Harris Band, e no dia 20 de abril de 2011 foi apontado como sucessor de K.K. Downing na banda de heavy metal Judas Priest.
Sua primeira apresentação com a banda aconteceu no dia 25 de Maio de 2011 no programa de TV American Idol, onde a banda tocou Living After Midnight e Breaking the Law ao lado de James Durbin. O primeiro álbum do Judas Priest com Faulkner foi Redeemer of Souls, lançado em 2014.

## Discografia
Deeds
- 2002 - Blown

Voodoo Six
- 2006 - Feed My Soul

Lauren Harris
- 2008 - Calm Before the Storm

Ace Mafia
- 2009 - Vicious Circle

Parramon
- 2010 - Dead People

Christopher Lee
- 2013 - Charlemagne: The Omens of Death

Primitai
- 2013 - Rise Again

Judas Priest
- 2013 - Epitaph (DVD)
- 2014 - Redeemer of Souls
- 2016 - Battle Cry (Live Album) (DVD)
- 2018 - Firepower
- 2024 - Invincible Shield,

Elegant Weapons
- 2023 - Horns for a Halo